# سهام أسيف
سهام أسيف (مواليد 17 أكتوبر 1976) هي ممثلة ومغنية مغربية. شاركت في مجموعة مهمة من الأفلام والمسلسلات التلفزيونية.

## حياتها ونشأتها
ولدت بمدينة الرباط في 17 أكتوبر 1976، بدأت مسيرتها بالغناء في المطاعم والحفلات قبل أن تلتقطها أعين المخرج عبد الكريم الدرقاوي والذي أشركها سنة 1998 في فيلم زنقة القاهرة لتتوالى بعد ذلك أعمالها على غرار فيلم وبعد (فيلم) مع رشيد الوالي وسيتكوم العوني في جزئيه الأول والثاني مع سعيد الناصري بالإضافة إلى عدة أعمال أخرى.

## من أعمالها[6]
- غراميات الحاج المختار الصولدي (فيلم) 2000
- حيط الرمل (فيلم) 2003
- وبعد (فيلم) 2003
- العيون الجافة (فيلم) 2003
- ليالي بيضاء (فيلم) 2004
- صقر قريش (مسلسل) 2003
- ربيع قرطبة (مسلسل) 2003
- العوني الجزء الأول 2005
- انكسار (فيلم) 2006
- العوني الجزء الثاني 2007
- علاش يا ولدي (مسلسل) 2007
- انهض يا مغرب (فيلم) 2008
- عاشقة من الريف (فيلم) 2011
- زينة الحياة (مسلسل) 2011
- زينة (مسلسل) 2014
- ولاد المرسى (مسلسل) 2021
- سولو دموعي (مسلسل) 2022

## وصلات خارجية
- سهام أسيف على موقع IMDb (الإنجليزية)
- سهام أسيف على موقع ديسكوغز (الإنجليزية)